# Jeffrey Vincent Parise
Jeffrey Vincent Parise (ur. 8 lutego 1971 w Indianapolis) − amerykański aktor telewizyjny, reżyser i scenarzysta, artysta malarz. W operze mydlanej ABC Szpital miejski (General Hospital) wystąpił jako gangster Carlos Rodriguez.

## Życiorys
Urodził się w Indianapolis  w stanie Indiana. W 1994 po raz pierwszy trafił na mały ekran w jednym z odcinków serialu familijnego NBC Sistry (Sisters). Potem grał w teatrze w Los Angeles w szeregu sztuk, w tym w Jerusalem Avenue. Był obsadzony w roli Nicka w serialu ABC Cupid (1998-1999). Za rolę Tony’ego w komedii Callback (2007) otrzymał nagrodę dla najlepszego aktora na Breckenridge Festival of Film, Chicago IndieFest, i Lakedance International Festival of Film.
19 września 2013 przyjął rolę gangstera Carlosa Rodrigueza w operze mydlanej ABC Szpital miejski (General Hospital).
Parise jest także malarzem, a w 2010 ukazała się książka Jeffrey Vincent Parise: A Decade of Paintings 2000-2010. Jako perkusista, zajął trzecie miejsce w America’s Got Talent, grając na „drum brella” z Williamem Close i Earth Harp Collective. Napisał scenariusz i wyreżyserował film dokumentalny Teściowie i banici (2005)  i krótkometrażowy Vincent i Lucian (2008).

## Wybrana filmografia

### Seriale TV
- 1994: Siostry (Sisters) jako Dwayne
- 1998-1999: Cupid jako Nick
- 1999: Turks jako Randy
- 1999: Millennium jako Lucas Wayne Barr
- 2000: CSI: Kryminalne zagadki Las Vegas (CSI: Crime Scene Investigation) jako Ethan
- 2000: Strażnik Teksasu (Walker, Texas Ranger) jako Lonny Redman
- 2001: Nowojorscy gliniarze (NYPD Blue) jako Chris Padgett
- 2003: Bez pardonu (The District) jako Reese Philips
- 2004: Detektyw Monk (Monk) jako Dustin Sheres - kelner
- 2004: Potyczki Amy (Judging Amy) jako Buck Costello
- 2005: Weronika Mars (Veronica Mars) jako Dylan Goran
- 2005: CSI: Kryminalne zagadki Nowego Jorku (CSI: NY) jako Bobby Lugano
- 2007: Dni naszego życia (Days of Our Lives) jako Detektyw Dom Ohanion
- 2007: Jerycho jako Kyle
- 2008: Dni naszego życia (Days of Our Lives) jako Detektyw Sullivan
- 2009: Melanż z muchą (Party Down) jako Facet cola
- 2010: Tożsamość szpiega (Burn Notice) jako Damon
- 2010: CSI: Kryminalne zagadki Nowego Jorku (CSI: NY) jako Gordon Sprouse
- 2011: Castle jako Tom Moretti
- od 2013: Szpital miejski (General Hospital) jako Carlos Rivera

### Filmy fabularne
- 1999: Nieustraszony (The Unscarred) jako Młody Mickey
- 2004: Kraina obfitości (Land of Plenty) jako asystent koronera
- 2005: Miłego dnia? (The Chumscrubber) jako doradca burmistrza Ebbsa
- 2005: Nie wracaj w te strony (Don't Come Knocking) jako Drugi AD
- 2013: Oblicze miłości (The Face of Love) jako Nicholas